# حسین مسرور
حسین مسرور سخنیار اصفهانی (۱۲۶۹ - ۱۳۴۷)، نویسنده، مترجم و شاعر متخلص به مسرور.
حسین سخن‌یار اصفهانی، فرزند حاجی محمدجواد تاجر کوپایی در سال ۱۲۶۹  خورشیدی در قریهٔ کوهپایه اصفهان به دنیا آمد. پس از انجام تحصیلات مقدماتی به فراگیری صرف و نحو، معانی و بیان، منطق، فقه و اصول و حکمت پرداخت، و سپس به تحصیل در مدارس جدید ادامه داد. پس از پایان تحصیلات به تهران رفت و به استخدام وزارت فرهنگ درآمد و در دارالفنون و دبیرستان نظام به تدریس پرداخت. او زبانهای عربی و فرانسوی و انگلیسی را به‌خوبی می‌دانست و با زبان پهلوی آشنایی داشت.
به مناسبت هزاره فردوسی در سال ۱۳۱۳ مثنوی خوابگاه فردوسی را سرود که بسیار مورد توجه قرار گرفت. حسین مسرور علاوه بر آنکه در شاعری توانا و استاد بود، در نثرنویسی نیز مهارتی بسزا داشت. مقاله‌های ادبی و تاریخی او در مجلات ارمغان و یغما چاپ شده‌است. او مدتی مدیریت برنامه‌های ایران در آینهٔ زمان و شهر سخن را، در رادیو ایران به عهده داشت. حسین مسرور در سال ۱۳۴۷ در امیرآباد تهران درگذشت و در قبرستان ظهیرالدوله به خاک سپرده شد.

## آثار
داستان‌های تاریخی:
- محمود افغان در راه اصفهان
- قران یا سرگذشت لطفعلی خان زند، ۱۳۳۲
- ده نفر قزلباش، ۱۳۳۶
- نی‌زن بیابان
- امثال سائره
- خواجوی کرمانی

مجموعه اشعار:
- هنرنامه (۱۳۱۲)
- راز الهام (آذر ۱۳۳۸)
- یادگار سخنیار (۱۳۴۷)

## از خوابگاه فردوسی
| کجا خفته‌ای، ای بلند آفتاب     |  | برون آی و بر فرق گردون بتاب    |
| نه اندر خور توست روی زمین     |  | ز جا خیز و بر چشم دوران نشین   |
| کجا ماندی ای روح قدسی‌سرشت     |  | به چارم فلک یا به هشتم بهشت    |
| به یک گوشه از گیتی آرام توست  |  | همه گیتی آکنده از نام توست     |
| چو آهنگ شعر تو آید به گوش     |  | به تن خونِ افسرده آید به جوش    |
| زِ شهنامه گیتی پرآوازه‌است      |  | جهان را کهن کرد و خود تازه است |
| توگفتی: «جهان کرده‌ام چون بهشت |  | از این بیش تخم سخن کس نکشت»    |
| زِ جا خیز و بنگر کز آن تخم پاک |  | چه گل‌ها دمیده ست بر روی خاک    |
| ...                           |  | ...                            |
| تویی دودمان سخن را پدر        |  | به تو باز گردد نژاد هنر        |